# Indometacin
Az indometacin (INN) vagy indomethacin (USAN) a nem-szteroid gyulladáscsökkentő gyógyszerek közé tartozó vegyület, amelyet láz, gyulladás, izommerevség, duzzanatok és gyulladások kezelésére használnak. Ezeket a tüneteket a prosztaglandin-szintézis gátlásával csökkenti.
A VIII. Magyar Gyógyszerkönyvben  Indometacinum     néven hivatalos.  

## Hatásmechanizmus
Az indometacin egy nemszelektív ciklooxigenáz gátló (COX), gátolja tehát a COX 1 és COX 2 enzimeket, amelyek arachidonsavból állítanak elő prosztaglandinokat.
A prosztaglandinok hormonszerű molekulák, melyek a szervezetben számos funkciót betöltenek, többek között fájdalmat, lázat és gyulladást okoznak.
A prosztaglandinok méhösszehúzódást is kiválthatnak terhes nőkben.
Az indometacin hatékony tokolitikus szer is, amely késlelteti a koraszülést, mivel csökkenti a méh összehúzódásait a prosztaglandin szintézis gátlásán keresztül, feltehetőleg egy kalcium csatorna blokkolásával.

## Mellékhatások
Mivel az indometacin mind a COX-1, mind a COX-2 enzimeket gátolja, a gyomorban és a belekben is gátolja a prosztaglandin-képződést, amely a gyomor-bél traktus nyálkahártyájának képződését biztosítja. Az indometacin használata ezért a többi nemszelektív COX gátlóhoz hasonlóan peptikus fekély kialakulásához vezethet. Mindig étkezés közben kell bevenni.
Egyéb mellékhatásai:
- ödéma
- hyperkalemia
- hypernatremia
- hypertenzió

## Története
Az indometacint 1963-ban szintetizálták és 1965-ben törzskönyvezte az FDA. Hatásmechanizmusát 1971-ben tisztázták.

## Javallatok
- Bechterew-kór
- rheumatoid arthritis
- osteoarthritis
- juvenilis arthritis
- Reiter szindróma
- Bartter-szindróma
- dysmenorrhea
- pericarditis
- tendinitis
- nefrogén diabetes insipidus
- láz
- migrén
- vesekólika

## Ellenjavallatok
- peptikus fekély
- allergia
- orrpolip
- súlyos vese- vagy májkárosodás
- Parkinson-kór, epilepszia

## Készítmények
- ELMETACIN oldat (Sankyo)
- INDOBENE-ratiopharm 1% gél (ratiopharm)
- INDOCOLLYRE 0,1% szemcsepp (Laboratoire Chauvin)
- INDOMETACINUM kúp, kapszula (Sanofi)